# Галата (нос)
Вижте пояснителната страница за други значения на Галата.
Галата е скален нос в България. Носът е разположен в североизточния ъгъл на Авренското плато, на около 4 км от Варненското езеро и е вдаден в Черно море. Той е крайна точка на Варненския залив. Галата е известен с фара си, който се вижда от варненските плажове и дори от северните курортни комплекси. Край носа се намира варненският квартал „Галата“.
През XIII-XIV век Галата е морско пристанище.

## История на фара
Фарът на нос Галата е сред основните навигационни съоръжения по българското черноморие. Започва да работи на 15 август 1863 година на газ. През 1912 година на стотина метра от стария фар е построен новият. През 1914 г., когато Варна е електрифицирана, фарът започва да функционира на електрически ток. Много кораби и рибарски лодки са намерили спасителния път към пристанището благодарение на него. През април 1914 г. Варненският градски съвет отпуска от общинския разсадник на пристанищното управление 8000 дръвчета ясен и бряст за залесяване на нос Галата.
През 2001 г. на стотина метра от втория фар (който е спрян поради опасност от свличане) е построен трети, модерен фар с височина 22 м, оборудван с асансьор.

## Легенди за името на носа
Легенда разказва за морската нимфа Галатея, в която безумно бил влюбен едноокият циклоп Полифем. Тя обаче обичала красивия пастир Акис. Полифем бил обзет от жестока ревност и затова откъртил огромен камък и го хвърлил по Акис. Той обаче се превърнал в бистър поток и потекъл към морето при своята Галатея. Друга по-съвременна история разказва за девойката Галатея, която била спасена при корабокрушение от двама рибари. Те обаче се влюбили в нея и решили да хвърлят жребий – който го загуби, губи и живота си. Научила за зловещия оброк, Галатея се хвърлила в Черно море от врязания дълбоко в него нос.

## Култура и природа
Нос Галата е сред символите на Варна. Край него се намира квартал „Галата“ и неговите плажове Фичоза и Паша дере, където има бунгала и малки хотели. Край носа е запазена красива природа, чист, на места каменист, плаж с възможност за риболов и бране на миди, както и за къмпингуване. Недалеч са хижа „Ветеран“ и хижа „Черноморец“ на Българския туристически съюз. От лявата страна на фара, посока Варна, има стълби, по които се стига до хотел „Романтика“. Мястото е много красиво. От другата страна, посока юг, пак по стълби, които са много, се намира плажът на Галата. Хубав и чист, но осеян със скали.